# Sporus
Sporus var en frigiven slav som kejsar Nero sägs ha låtit kastrera och sedan gifte sig med.

## Biografi
Om Sporus ursprung är inte mycket känt annat än att han var Neros frigivna slav. 
År 63 e.Kr sägs Nero ha mördat sin fru Poppaea Sabinas. Efter detta blev kejsaren mycket intresserad av Sporus, kanske eftersom han liknade Sabina till utseendet. Nero ska därför ha låtit kastrera Sporus, klätt honom i kvinnokläder och kallat honom Sabina. De gifte sig i Grekland 67 e.Kr, med de ceremonier som användes vid bröllop, och paret återvände till Rom året efter. När uppror mot Nero bröt ut flydde de båda från staden, och Sporus var med vid Neros död.
Efter detta levde Sporus med praetorianprefekten Nymphidius Sabinus, som då försökte ta makten och sedan med revolutionskejsaren Otho, men han begick sedan självmord eftersom Othos efterträdare Vitellius tvingade honom att spela flickroller under förnedrande omständigheter på teater.

## Eftermäle
Alexander Pope jämförde satiriskt Lord Hervey med Sporus i en av sina skrifter.